# Supercopa Internacional
La Supercopa Internacional è una competizione calcistica organizzata dalla Federazione calcistica dell'Argentina, mettendo di fronte il vincitore della Primera División e quello del Trofeo de Campeones.. Nella prima edizione del torneo, insieme alla AFA la manifestazione era organizzata in partnership con l'Abu Dhabi Sports Council. Per problemi organizzativi, quest'ultima organizzazione ha interrotto la collaborazione con la AFA.

## Edizioni
| Anno | Vincitore       | Punteggio      | Finalista        | Data            | Stadio                          | Città                         |
| ---- | --------------- | -------------- | ---------------- | --------------- | ------------------------------- | ----------------------------- |
| 2022 | Racing Club     | 2 - 1          | Boca Juniors     | 20 gennaio 2023 | Istād Hazzāʿ Bin Zāyid          | al-'Ayn (Emirati Arabi Uniti) |
| 2023 | River Plate     | 2-- 3 (d.c.r.) | Talleres (C)     | 5 marzo 2025    | ueno La Nueva Olla              | Asuncion (Paraguay)           |
| 2024 | Vélez Sarsfield | 2 - 0          | Estudiantes (LP) | 7 luglio 2025   | Estadio Libertadores de América | Avellaneda (Argentina)        |

## Statistiche

### Vittorie per club
| Club         | Vittorie | Sconfitte | Partecipazioni | Edizioni vinte | Edizioni perse |
| ------------ | -------- | --------- | -------------- | -------------- | -------------- |
| Racing Club  | 1        | 0         | 1              | 2022           | —              |
| Boca Juniors | 0        | 1         | 1              | —              | 2022           |
| Talleres (C) | 1        | 0         | 1              | 2023           |                |
| River Plate  | 0        | 1         | 1              | —              | 2023           |